# هنري تشاريير
هنري تشاريير (بالفرنسية: Henri Charrière )‏ (و. 1906 – 1973 م)، كاتب فرنسي. كتب رواية (بابيلون) وهي مذكرات حول سجنه وهروبه من مستعمرة عقابية في غويانا الفرنسية. ادعى شاريير أن الأحداث المذكورة في رواية بابيلون صحيحة في الغالب، إلا أن الباحثون المعاصرون يعتقدون أن شاريير لم يكتب الكثير من محتوى الرواية بل السجناء الآخرون.
أدين بالقتل من قبل المحاكم الفرنسية في عام 1931 وعُفي عنه في عام 1970، وعلى الرغم من أن شاريير اعترف بارتكاب عدد من الجرائم البسيطة الأخرى قبل سجنه، إلا أنه نفى بشكل قاطع ارتكاب جريمة القتل.

## وصلات خارجية
- هنري تشاريير على موقع IMDb (الإنجليزية)
- هنري تشاريير على موقع الموسوعة البريطانية (الإنجليزية)
- هنري تشاريير على موقع مونزينجر (الألمانية)
- هنري تشاريير على موقع ميوزك برينز (الإنجليزية)
- هنري تشاريير على موقع ديسكوغز (الإنجليزية)
- هنري تشاريير على موقع قاعدة بيانات الفيلم (الإنجليزية)

- هنري تشاريير في قاعدة بيانات الأفلام على الإنترنت